# Játrový knedlíček
Játrový knedlíček (německy: leberknödel) je pokrm typický pro českou, rakouskou a německou (převážně pak bavorskou) kuchyni. Jedná se o drobnější koule, jejichž základem jsou namletá játra (nejčastěji hovězí), smíchaná se strouhankou a s vejcem, a dochucená petrželkou a kořením (obvykle muškátovým oříškem nebo majoránkou). V Rakousku se do játrových knedlíčků také přidává slezina.
Játrové knedlíčky jsou přidávány do různých polévek, do vývarů. Kvůli svojí křehké konzistenci jsou určeny k okamžité konzumaci. Játrové knedlíčky se ale mohou také smažit a podávat samotné.